# Arnolt Schlick
Arnolt Schlick   (Heidelberg, 1460 (Gregorià) - Heidelberg, 1525 (Gregorià)) fou un compositor i organista alemany del Renaixement. Un conegut músic, va tenir un paper important en el desenvolupament de la música d'orgue a Alemanya.

## Biografia
Els elements de la seva vida són escampats i pocs. Es creu que es va originar a la zona de Heidelberg (basada en el dialecte utilitzat en els seus escrits).
Se sap que va interpretar música amb motiu de l'arribada de l'arxiduc Maximilià a Frankfurt el 1486. Va anar als Països Baixos cap al 1490-1491, probablement per escapar de la pesta que va assolar la regió de Heidelberg. A la dècada de 1490 va visitar Estrasburg i Worms, i durant la dècada següent va ser molt actiu com a organista.
Després del 1516 fou organista a la Cort Electoral de Frankfurt i a la Cort Electoral de Saxònia a Torgau. Hauria jugat per la coronació de Carles V a Aix-la-Chapelle el 1520, però les fonts d'aquest fet són insuficients. La darrera referència a Schlick data del 1521 a Haguenau, on aparentment va valorar un orgue de nova construcció.
Va quedar cec cap al final de la seva vida.

## Obra
Arnolt Schlick és més conegut per la publicació del 1511 del seu llibre Spiegel der Orgelmacher und Organisten, el primer tractat en alemany sobre construcció i registre d'orgues. Conté deu capítols i cobreix àrees com la mida i la forma de les canonades, la construcció de manxes, la producció eòlica, la metal·lúrgia. A més, ensenya a ajustar l'orgue i dona consells sobre com col·locar l'instrument a l'edifici.
Les seves composicions inclouen obres per a orgue, llaüt, algunes cançons a quatre veus, així com alguns arranjaments de misses que es perderen. Part de la seva música, incloent el seu arranjament de la Salve Regina de 5 veus, s'avança al seu temps, prefigurant contrapuntalistes posteriors com Sweelinck. En alguns dels seus treballs per a orgue, va escriure peces de pedal molt elaborades, una complexitat que no apareixerà en altres compositors fins al segle xvii.
Arnolt Schlick té un paper clau en la història primerenca de la música d'orgue a Alemanya. Molt buscat com a organista expert, la seva ceguesa li va impedir participar directament en el projecte de llei. Per això es va relacionar estretament amb els constructors d'orgues com a assessor; va inaugurar diversos nous instruments, va donar nombroses audicions d'orgue i va tenir una forta influència en els altres compositors de la seva època.
La seva forma de teixir línies contrapuntals al voltant d'un cantus firmus, generalment prestada en temes corals, es pot veure com un precursor del desenvolupament posterior del preludi coral. Arnolt Schlick es considera l'iniciador de la llarga línia de compositors que va donar lloc a la música de J. S. Bach més de dos segles després.